# Казармы лейб-гвардии Московского полка

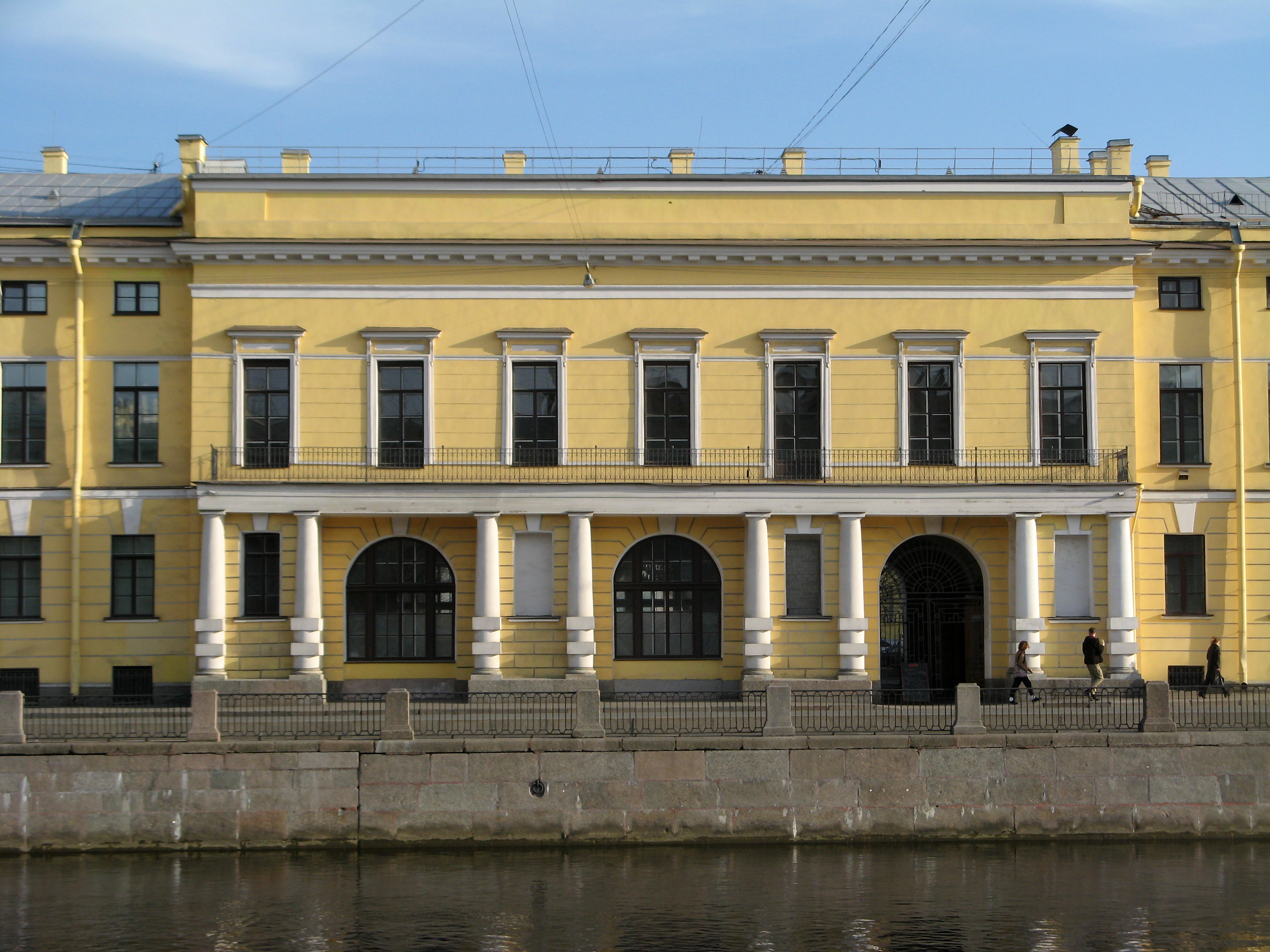
Центральная часть здания: один проезд рабочий, два заменены помещениями

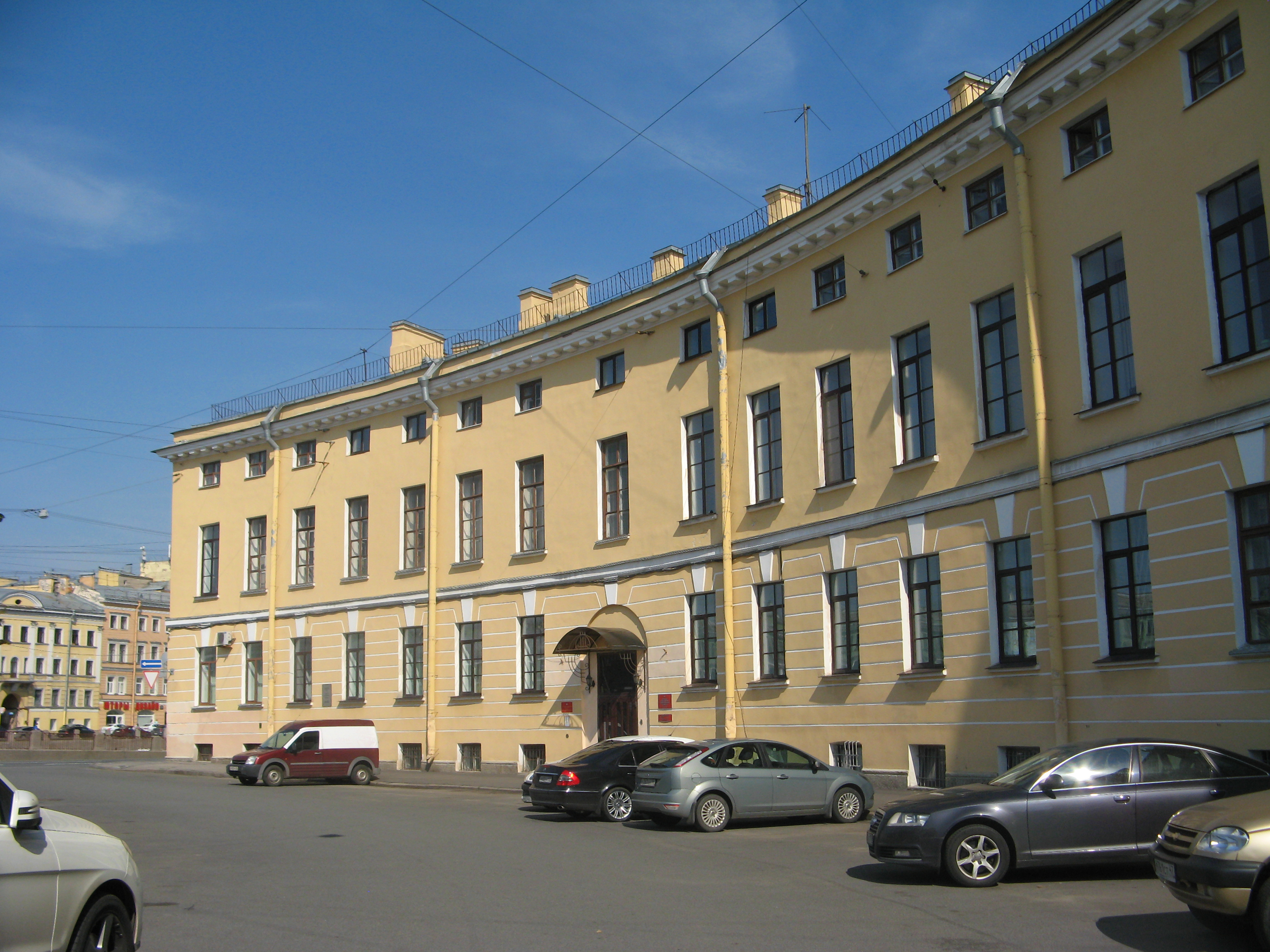
Закруглённый корпус, формирующий площадь

Казармы местных войск (Казармы лейб-гвардии Московского полка, Глебов дом) — памятник архитектуры. Расположен в Санкт-Петербурге, современный адрес — набережная реки Фонтанки, 90, Гороховая улица, 52.

## История
В конце XVIII века на участке была расположена усадьба, известная как «Глебов дом», по имени владельца А. И. Глебова. Участок изначально был застроен по типу усадьбы, не сплошной застройкой вопреки указам; здесь были возведены господский дом, службы, хозяйственные дворы, сад с аллеями, павильонами и фонтанами. Этот генерал-прокурор активно брал взятки, и после получения запрета жить в обеих столицах продал дом однофамильцу, купцу из Ярославля, разместившему в здании суконную фабрику. Главное здание, существующее до сих пор, было построено в 1787 году; позднее достроили вторую часть и полукруглое крыло, образующее Семёновскую площадь. По внешнему облику здания можно различить этапы строительства.
В 1798—1803 годах Глебов дом получила казна, и здание было приспособлено под лейб-гренадёрские казармы. Перестройкой занимался предположительно Ф. И. Волков, как автор зданий казарм прочих гвардейских полков; за работами надзирал А. Д. Захаров. Во время перестройки был построен корпус, выходящий на Загородный проспект, два симметричных флигеля во дворе.
Корпус, выходящий на Фонтанку, украшен колоннадой из восьми колонн тосканского ордера, попарно стоящих рядом. Между колоннами расположено три проезда, разделённых опорными пилонами; позднее две из трёх арок были заложены, на их месте созданы новые помещения со сводчатыми перекрытиями. Нижние этажи крыльев здания рустованы, стены верхних этажей гладко отштукатурены, сверху расположен карниз с модульонами. Колонны несут балкон шириной во весь средний ризалит.
В разное время в здании размещались: два эскадрона Кавалергардского полка, Московский полк (изначально — лейб-гвардии Литовский полк; с его участием от этого здания началось восстание декабристов), полки 1-й и 2-й гвардейских пехотных дивизий, 1-й и 2-й гвардейских кавалерийских дивизий, гвардейской стрелковой бригады, фельдъегерского корпуса, 1-й местной бригады, Александро-Невского резервного батальона; тут же находилось окружное военно-медицинское управление и управление Санкт-Петербургского уездного воинского начальника. После революции в казармах был размещён политотдел спецвойск Ленинградского военного округа и военный комиссариат.
В 1814 году отмечалось, что казармы были сырыми, амуниция покрывалась плесенью, отваливалась штукатурка, один раз едва не убив людей из четвёртой роты. Многие оконные рамы не были остекленены.
Помимо восстания декабристов, дом был связан с петрашевцами, собиравшимися здесь у Н. А. Момбелли.
С 1939 года в доме был расположен детский сад. В ноябре 1996 года со входом из единственной оставшейся арки открылся ночной клуб «Манхеттен», клуб работал в здании до декабря 2023 года.
В марте 2011 года по согласованию с КГИОПом на полукруглом фасаде здания был построен балкон.

## Полковые церкви
В районе балкона второго этажа в здании находилась освященная 27 апреля 1815 года домовая церковь святого Архангела Михаила лейб-гвардии Московского полка. Образа для иконостаса были созданы А. К. Виги, Я. Ф. Яненко, А. А. Сухих. Когда Московский полк перебрался вместе с церковью на Выборгскую сторону, Г. М. Петров спонсировал создание на прежнем месте нового храма, Церкви Сретения Господня при Фельдъегерском корпусе, приписанной к Введенскому собору (ему и В. Е. Петрову была посвящена висевшая у входа мраморная доска). Храм был освящён 2 февраля 1865 епископом Ревельским Герасимом. Иконостас был взят из упраздненной церкви Смоленского батальона кантонистов, церковь расписал В. А. Фаддеев, резьбу исполнил К. Куликов. В церкви был образ св. Александра Невского авторства Н. А. Лаврова, который в 1837 подарил Фельдъегерскому корпусу Александр Николаевич.
В 1863—1894 годах в храме служил Феодор Андреевич Сретенский, затем — Григорий Петрович Вышеславцев, написавший книгу по истории храма, потом, до революции — Михаил Стефанович Попов.
В 1898 году состоялся реставрационный ремонт, по проекту Н. А. Архангельского над домом были сделаны звонница и небольшой купол, своды заново расписали В. М. Измайлович и Л. Д. Блинов. 2 февраля 1899 года, на 100-летний юбилей корпуса, храм вновь освятил А. А. Желобовский при участии Иоанна Кронштадтского. В 1894 году по указу Александра III церковь перешла в ведомство военного духовенства.
15 января 1921 года храм был закрыт, приход переместился на Гороховую улицу, 57, через два года храм ликвидировали, помещение было отдано клубу военкомата, потом — Петербургскому мужскому балету. Имущество храма увезли в Спасо-Сенновскую церковь.